# Santi Marcellino e Pietro (titolo cardinalizio)
Santi Marcellino e Pietro (in latino: Titulus Sanctorum Marcellini et Petri) è un titolo cardinalizio.
Sia Duchesne che Kirsch sono d'accordo nell'asserire che il titolo cardinalizio Nicomedis, enumerato nel sinodo romano del 1º marzo 499, deve considerarsi equivalente a quello dei Santi Marcellino e Pietro. Cristofori, che lo menzionava come San Nicomede in Via Nomentana, afferma che tale titolo fu soppresso da papa Gregorio I, che lo trasferì alla basilica di Santa Croce in Gerusalemme. L'Annuaire Pontifical Catholique sostiene, invece, che il titolo di Santa Crescenziana o San Crescenzio, eretto intorno al 112 da papa Evaristo e confermato intorno al 366 da papa Damaso I, fu soppresso da papa Gregorio I intorno al 590, che lo sostituì con il titolo attuale dei Santi Marcellino e Pietro. In base al catalogo di Pietro Mallio, compilato durante il pontificato di papa Alessandro III, il titolo era collegato alla basilica di Santa Maria Maggiore e i suoi sacerdoti vi celebravano messa a turno. Il titolo insiste sulla chiesa dei Santi Marcellino e Pietro al Laterano.
Dal 18 febbraio 2012 il titolare è il cardinale Dominik Duka, arcivescovo emerito di Praga.

## Titolari
Si omettono i periodi di titolo vacante non superiori ai 2 anni o non storicamente accertati.
- Albino (590 - ?)
- Raniero (o Rainus, o Renius) (1099 - prima del 1116)
- Rainerio (o Renio) (circa 1117 - 1121)
- Crescenzio (1121 - 1130), seguì l'obbedienza all'antipapa Anacleto II dopo il conclave del febbraio 1130
- Rainaldo Colimetano (o Calametano), O.S.B.Cas. (1140 - ottobre 1166 deceduto)
- Roffredo dell'Isola (o Goffredo), O.S.B.Cas. (1191 - 1210 deceduto)
- Cosmo Glusiano de Casate (12 aprile 1281 - 8 aprile 1287 deceduto)
- Jean Le Moine (Monachus, o Monachi, o Le Moyne) (18 settembre 1294 - 22 agosto 1313 deceduto)
- Luca Fieschi, diaconia  pro illa vice in commendam (settembre 1313 - 31 gennaio 1336 deceduto)
- Gauscelin Jean d'Euse (17 dicembre 1316 - 18 dicembre 1327 nominato cardinale vescovo di Albano)
- Pasteur d'Aubenas (o Sarrats), O.Min. (17 dicembre 1350 - 11 ottobre 1356 deceduto)
- Guillaume Farinier (de Gourdon), O.Min. (23 dicembre 1356 - 17 giugno 1361 deceduto)
- Filippo di Cabassoles (22 settembre 1368 - 31 maggio 1370 nominato cardinale vescovo di Sabina)
- Andrea Bontempi (18 settembre 1378 - 16 luglio 1390 deceduto)
  - Pierre-Raymond de la Barrière, C.R.S.A. (3 ottobre 1379 - 13 giugno 1383 deceduto), pseudocardinale dell'antipapa Clemente VII
  - Jacques de Menthonay (23 dicembre 1383 - 16 maggio 1391 deceduto), pseudocardinale dell'antipapa Clemente VII
- Stefano Palosti de Verayneris (gennaio 1385 - 24 aprile 1396 deceduto)
- Angelo Barbarigo (19 settembre 1408 - 16 agosto 1418 deceduto)
  - Titolo vacante (1418 - 1439)
- Isidoro di Kiev (8 gennaio 1440 - 7 febbraio 1451 nominato cardinale vescovo di Sabina); in commendam (7 febbraio 1451 - 27 aprile 1463 deceduto)
  - Titolo vacante (1451 - 1461)
- Louis d'Albret (31 maggio 1462 - 4 settembre 1465 deceduto)
- Oliviero Carafa (3 dicembre 1467 - 5 settembre 1470 nominato cardinale presbitero di Sant'Eustachio)
  - Titolo vacante (1470 - 1473)
- Philippe de Lévis (17 maggio 1473 - 4 novembre 1475 deceduto)
- Jorge da Costa (15 gennaio 1477 - 8 novembre 1484 nominato cardinale presbitero di Santa Maria in Trastevere)
  - Titolo vacante (1484 - 1493)
- Bernardino López de Carvajal (23 settembre 1493 - 2 febbraio 1495 nominato cardinale presbitero di Santa Croce in Gerusalemme)
- Philippe de Luxembourg (2 febbraio 1495 - 3 giugno 1509 nominato cardinale vescovo di Albano)
- Luigi II d'Amboise (11 gennaio 1510 - 3 marzo 1511 deceduto)
- Christopher Bainbridge (17 marzo 1511 - 22 dicembre 1511 nominato cardinale presbitero di Santa Prassede)
  - Titolo vacante (1511 - 1515)
- Adrien Gouffier de Boissy (14 dicembre 1515 - 1517 nominato cardinale presbitero di Santa Balbina); in commendam (1517 - 9 novembre 1520)
  - Titolo vacante (1520 - 1530)
- François de Tournon (16 maggio 1530 - 28 febbraio 1550 nominato cardinale vescovo di Sabina)
- Georges II d'Amboise (28 febbraio 1550 - 25 agosto 1550 deceduto)
- Pietro Bertani, O.P. (24 dicembre 1551 - 8 marzo 1558 deceduto)
  - Titolo vacante (1558 - 1561)
- Giovanni Francesco Gambara, diaconia  pro illa vice (10 marzo 1561 - 17 novembre 1565 nominato cardinale presbitero di Santa Pudenziana)
- Flavio Orsini (17 novembre 1565 - 9 luglio 1578 nominato cardinale presbitero di Santa Prisca)
  - Titolo vacante (1581 - 1588)
- Stefano Bonucci (o Benucci), O.S.M. (15 gennaio 1588 - 2 gennaio 1589 deceduto)
- Mariano Pierbenedetti (15 gennaio 1590 - 7 febbraio 1607 nominato cardinale presbitero di Santa Maria in Trastevere)
- Orazio Maffei (7 febbraio 1607 - 11 gennaio 1609 deceduto)
  - Titolo vacante (1609 - 1614)
- Giovanni Battista Deti (6 ottobre 1614 - 7 giugno 1623 nominato cardinale vescovo di Albano)
  - Titolo vacante (1623 - 1664)
- Girolamo Boncompagni (11 febbraio 1664 - 24 gennaio 1684 deceduto)
  - Titolo vacante (1684 - 1690)
- Giacomo Cantelmo (10 aprile 1690 - 11 dicembre 1702 deceduto)
- Francesco Pignatelli, C.R. (11 febbraio 1704 - 26 aprile 1719 nominato cardinale vescovo di Sabina)
- Giovanni Francesco Barbarigo (o Barbadico) (20 gennaio 1721 - 26 gennaio 1730 deceduto)
- Sigismund Kollonitsch (o Kollonitz, o Kollonich, o Colonicz) (14 agosto 1730 - 29 agosto 1740 nominato cardinale presbitero di San Crisogono)
  - Titolo vacante (1740 - 1753)
- Vincenzo Malvezzi Bonfioli (10 dicembre 1753 - 3 dicembre 1775 deceduto)
- Bernardino Honorati (o Onorati) (28 luglio 1777 - 12 agosto 1807 deceduto)
  - Titolo vacante (1807 - 1816)
- Nicola Riganti (29 aprile 1816 - 31 agosto 1822 deceduto)
  - Titolo vacante (1822 - 1827)
- Giacomo Giustiniani (17 settembre 1827 - 22 novembre 1839 nominato cardinale vescovo di Albano)
- Giovanni Maria Mastai Ferretti (17 dicembre 1840 - 16 giugno 1846 eletto papa con il nome di Pio IX)
- Gaetano Baluffi (14 giugno 1847 - 11 novembre 1866 deceduto)
- Giuseppe Berardi (16 marzo 1868 - 6 aprile 1878 deceduto)
- Florian-Jules-Félix Desprez (22 settembre 1879 - 21 gennaio 1895 deceduto)
- Domenico Maria Jacobini (3 dicembre 1896 - 1º febbraio 1900 deceduto)
- Alessandro Sanminiatelli Zabarella (18 aprile 1901 - 24 novembre 1910 deceduto)
  - Titolo vacante (1910 - 1914)
- António Mendes Bello (8 settembre 1914 - 5 agosto 1929 deceduto)
- Manuel Gonçalves Cerejeira (19 dicembre 1929 - 2 agosto 1977 deceduto)
  - Titolo vacante (1977 - 1983)
- Jean-Marie Lustiger (2 febbraio 1983 - 26 novembre 1994 nominato cardinale presbitero di San Luigi dei Francesi)
  - Titolo vacante (1994 - 1998)
- Aloysius Matthew Ambrozic (21 febbraio 1998 - 26 agosto 2011 deceduto)
- Dominik Duka O.P. dal 18 febbraio 2012